# Big West Conference
La Big West Conference (acrónimo: BWC) (español: Conferencia del Gran Oeste) es una conferencia de la División I de la NCAA, que opera en los estados de California y Hawái. Está compuesta por 17 deportes, 8 masculinos y 9 femeninos, y tiene su sede en Irvine, California. Fue fundada en 1969.

## Deportes
La Big West Conference patrocina las siguientes competiciones deportivas:
| - Masculino - Atletismo - Baloncesto - Béisbol - Cross - Fútbol - Golf - Tenis - Voleibol |  | - Femenino - Atletismo - Baloncesto - Cross - Fútbol - Golf - Sóftbol - Tenis - Voleibol - Voleibol de playa - Waterpolo |

## Miembros actuales
| Logo | Institución                                    | Localidad           | Fundada | Tipo                                        | Alumnos | Equipo deportivo                  | Año de unión |
| ---- | ---------------------------------------------- | ------------------- | ------- | ------------------------------------------- | ------- | --------------------------------- | ------------ |
|      | Universidad Politécnica Estatal de California  | San Luis Obispo, CA | 1901    | Pública (Universidad Estatal de California) | 18.400  | Mustangs                          | 1996         |
|      | Universidad Estatal de California, Bakersfield | Bakersfield, CA     | 1965    | Pública (Universidad Estatal de California) | 8.720   | Roadrunners                       | 2020         |
|      | Universidad Estatal de California, Fullerton   | Fullerton, CA       | 1957    | Pública (Universidad Estatal de California) | 35.040  | Titans                            | 1974         |
|      | Universidad Estatal de California, Northridge  | Northridge, CA      | 1958    | Pública (Universidad Estatal de California) | 34.560  | Matadors                          | 2001         |
|      | Universidad de Hawái en Mānoa                  | Honolulu, HI        | 1907    | Pública (Universidad de Hawái)              | 20.400  | Rainbow Warriors y Rainbow Wahine | 2012         |
|      | Universidad Estatal de California, Long Beach  | Long Beach, CA      | 1949    | Pública (Universidad Estatal de California) | 35.574  | The Beach                         | 1969         |
|      | Universidad de California en Davis             | Davis, CA           | 1959    | Pública (Universidad de California)         | 30.475  | Aggies                            | 2007         |
|      | Universidad de California en Irvine            | Irvine, CA          | 1965    | Pública (Universidad de California)         | 25,000  | Anteaters                         | 1977         |
|      | Universidad de California en Riverside         | Riverside, CA       | 1954    | Pública (Universidad de California)         | 17.000  | Highlanders                       | 2001         |
|      | Universidad de California en San Diego         | La Jolla, CA        | 1960    | Pública (Universidad de California)         | 40.473  | Tritons                           | 2020         |
|      | Universidad de California en Santa Bárbara     | Santa Bárbara, CA   | 1905    | Pública (Universidad de California)         | 19.800  | Gauchos                           | 1969, 1976   |

- Antes de convertirse en miembro de pleno derecho de la Big West en julio de 2020, Cal State Bakersfield había sido miembro del voleibol de playa femenino desde el año académico 2015-16.
- UC San Diego fue miembro de la Big West en voleibol masculino desde 2017-18 y waterpolo femenino en 2019-20.
- UC Santa Barbara dejó la Big West, entonces conocida como PCAA, en 1974 y regresó en 1976.

### Futuros Miembros
| Logo | Institución                        | Localización           | Equipo     | Tipo                                        | Año de unión | Conferencia actual          |
| ---- | ---------------------------------- | ---------------------- | ---------- | ------------------------------------------- | ------------ | --------------------------- |
|      | Universidad Bautista de California | Riverside, California  | Lancers    | Privada/Bautista                            | 2026         | Western Athletic Conference |
|      | Universidad Estatal de Sacramento  | Sacramento, California | Hornets    | Pública (Universidad Estatal de California) | 2026         | Big Sky Conference          |
|      | Universidad del Valle de Utah      | Orem, Utah             | Wolverines | Pública                                     | 2026         | Western Athletic Conference |

### Miembros de Salida
| Institución                        | Localización | Equipo                            | Tipo                                | Año de salida | Conferencia de traslado  |
| ---------------------------------- | ------------ | --------------------------------- | ----------------------------------- | ------------- | ------------------------ |
| Universidad de Hawái en Mānoa      | Honolulu, HI | Rainbow Warriors y Rainbow Wahine | Pública (Universidad de Hawái)      | 2026          | Mountain West Conference |
| Universidad de California en Davis | Davis, CA    | Aggies                            | Pública (Universidad de California) | 2026          | Mountain West Conference |

### Miembros Asociados
| Institución                                   | Localidad      | Fundada | Tipo                                        | Alumnos | Equipo deportivo | Año de unión | Deporte(s)                 | Conferencia primaria                             |
| --------------------------------------------- | -------------- | ------- | ------------------------------------------- | ------- | ---------------- | ------------ | -------------------------- | ------------------------------------------------ |
| Universidad de Idaho                          | Moscow, ID     | 1889    | Pública                                     | 11.849  | Vandals          | 2024         | Golf masculino             | Big Sky Conference                               |
| Universidad Estatal de California, Sacramento | Sacramento, CA | 1947    | Pública (Universidad Estatal de California) | 30.670  | Hornets          | 2012         | Fútbol masculino           | Big Sky Conference (Big West Conference en 2026) |
| Universidad Estatal de California, Sacramento | Sacramento, CA | 1947    | Pública (Universidad Estatal de California) | 30.670  | Hornets          | 2015         | Voleibol de playa femenino | Big Sky Conference (Big West Conference en 2026) |
| Universidad Estatal de California, Sacramento | Sacramento, CA | 1947    | Pública (Universidad Estatal de California) | 30.670  | Hornets          | 2024         | Golf masculino             | Big Sky Conference (Big West Conference en 2026) |

### Futuros Miembros Asociados
| Institución                   | Localidad     | Fundada | Tipo                           | Alumnos | Equipo deportivo                  | Año de unión | Deporte(s)                    | Conferencia primaria                                           |
| ----------------------------- | ------------- | ------- | ------------------------------ | ------- | --------------------------------- | ------------ | ----------------------------- | -------------------------------------------------------------- |
| Universidad del Gran Cañon    | Phoenix, AZ   | 1949    | Privada/No confesional         | 103.427 | Antelopes                         | 2025         | Natación masculino y femenino | Western Athletic Conference (Mountain West Conference en 2026) |
| Universidad de San Diego      | San Diego, CA | 1949    | Privada/Católica               | 7.648   | Antelopes                         | 2025         | Natación femenino             | West Coast Conference                                          |
| Universidad de Seattle        | Seattle, WA   | 1891    | Privada/Católica               | 7.755   | Redhawks                          | 2025         | Natación masculino y femenino | West Coast Conference (en 2025)                                |
| Universidad de Hawái en Mānoa | Honolulu, HI  | 1907    | Pública (Universidad de Hawái) | 19.074  | Rainbow Warriors y Rainbow Wahine | 2026         | Natación masculino            | Mountain West Conference (en 2026)                             |
| Universidad de Hawái en Mānoa | Honolulu, HI  | 1907    | Pública (Universidad de Hawái) | 19.074  | Rainbow Warriors y Rainbow Wahine | 2026         | Voleibol masculino            | Mountain West Conference (en 2026)                             |
| Universidad de Hawái en Mānoa | Honolulu, HI  | 1907    | Pública (Universidad de Hawái) | 19.074  | Rainbow Warriors y Rainbow Wahine | 2026         | Voleibol de playa femenino    | Mountain West Conference (en 2026)                             |
| Universidad de Hawái en Mānoa | Honolulu, HI  | 1907    | Pública (Universidad de Hawái) | 19.074  | Rainbow Warriors y Rainbow Wahine | 2026         | Waterpolo femenino            | Mountain West Conference (en 2026)                             |

### Antiguos miembros

#### Miembros de pleno derecho
| Institución                                    | Localización    | Equipo        | Tipo              | Miembro Hasta                                           | Conferencia actual                                   |
| ---------------------------------------------- | --------------- | ------------- | ----------------- | ------------------------------------------------------- | ---------------------------------------------------- |
| Universidad Estatal de Boise                   | Boise, ID       | Broncos       | Pública           | 1996-2001                                               | Mountain West Conference (Pac-12 Conference en 2026) |
| Universidad Estatal de California, Fresno      | Fresno, CA      | Bulldogs      | Pública           | 1969-1992                                               | Mountain West Conference (Pac-12 Conference en 2026) |
| Universidad Estatal de California, Los Ángeles | Los Ángeles, CA | Golden Eagles | Pública           | 1969-1974                                               | California Collegiate Athletic Association (Div. II) |
| Universidad de Idaho                           | Moscow, ID      | Vandals       | Pública           | 1996-2005                                               | Big Sky Conference                                   |
| Universidad de Nevada, Las Vegas               | Paradise, NV    | Rebels        | Pública           | 1982-1996                                               | Mountain West Conference                             |
| Universidad de Nevada, Reno                    | Reno, NV        | Wolf Pack     | Pública           | 1992-2000                                               | Mountain West Conference                             |
| Universidad Estatal de Nuevo México            | Las Cruces, NM  | Aggies        | Pública           | 1983-2001                                               | Conference USA                                       |
| Universidad del Norte de Texas                 | Denton, TX      | Mean Green    | Pública           | 1996-2001                                               | American Athletic Conference                         |
| Universidad del Pacífico                       | Stockton, CA    | Tigers        | Privada/Metodista | 1969-1995 (fútbol americano) 1971-2013 (otros deportes) | West Coast Conference                                |
| Universidad Estatal de San Diego               | San Diego, CA   | Aztecs        | Pública           | 1969-1978                                               | Mountain West Conference (Pac-12 Conference en 2026) |
| Universidad Estatal de San José                | San José, CA    | Spartans      | Pública           | 1969-1996                                               | Mountain West Conference                             |
| Universidad Estatal de Utah                    | Logan, UT       | Aggies        | Pública           | 1978-2005                                               | Mountain West Conference (Pac-12 Conference en 2026) |

#### Solo fútbol americano
| Institución                          | Localización  | Equipo        | Tipo    | Miembro Hasta | Conferencia actual |
| ------------------------------------ | ------------- | ------------- | ------- | ------------- | --- |
| Universidad Estatal de Arkansas      | Jonesboro, AR | Red Wolves    | Pública | 1993-1996     | Sun Belt Conference |
| Universidad Estatal de Arkansas      | Jonesboro, AR | Red Wolves    | Pública | 1998-2000     | Sun Belt Conference |
| Universidad Tecnológica de Luisiana  | Ruston, LA    | Bulldogs      | Pública | 1993-1996     | Conference USA |
| Universidad del Norte de Illinois    | DeKalb, IL    | Huskies       | Pública | 1993-1996     | Mid-American Conference (Horizon League (la mayoría de los deportes) y Mountain West Conference (fútbol americano) en 2026) |
| Universidad de Luisiana en Lafayette | Lafayette, LA | Ragin' Cajuns | Pública | 1993-1996     | Sun Belt Conference |

#### Miembros asociados en otros deportes
| Institución                                   | Localización   | Equipo  | Tipo    | Deporte(s)         | Miembro Hasta | Conferencia actual                                                                           |
| --------------------------------------------- | -------------- | ------- | ------- | ------------------ | ------------- | -------------------------------------------------------------------------------------------- |
| Universidad Estatal Politécnica de California | Pomona, CA     | Broncos | Pública | Sóftbol            | 1984-1990     | California Collegiate Athletic Association (Div. II)                                         |
| Universidad Estatal de California, Sacramento | Sacramento, CA | Hornets | Pública | Béisbol            | 1996-2002     | Big Sky Conference (béisbol: Western Athletic Conference)                                    |
| Universidad Estatal de San Diego              | San Diego, CA  | Aztecs  | Pública | Deportes femeninos | 1984-1990     | Mountain West Conference (Pac-12 Conference en 2026) (waterpolo f.: Golden Coast Conference) |
| Universidad Estatal de San Diego              | San Diego, CA  | Aztecs  | Pública | Waterpolo femenino | 2012-2013     | Mountain West Conference (Pac-12 Conference en 2026) (waterpolo f.: Golden Coast Conference) |

## Campeones

### Baloncesto
| Temporada | Campeón temporada regular                             | Campeón del torneo  |
| --------- | ----------------------------------------------------- | ------------------- |
| 1970      | Long Beach State (10-0)                               | N/A                 |
| 1971      | Long Beach State (10-0)                               | N/A                 |
| 1972      | Long Beach State (10-2)                               | N/A                 |
| 1973      | Long Beach State (10-2)                               | N/A                 |
| 1974      | Long Beach State (12-0)                               | N/A                 |
| 1975      | Long Beach State (8-2)                                | N/A                 |
| 1976      | Cal State Fullerton (6-4)                             | San Diego State     |
| 1977      | Long Beach State (9-3)                                | Long Beach State    |
| 1978      | Fresno State (11-3)                                   | Cal State Fullerton |
| 1979      | Pacific (11-3)                                        | Pacific             |
| 1980      | Utah State (11-2)                                     | San Jose State      |
| 1981      | Fresno State (12-2)                                   | Fresno State        |
| 1982      | Fresno State(12-2)                                    | Fresno State        |
| 1983      | UNLV (15-1)                                           | UNLV                |
| 1984      | UNLV (16-2)                                           | Fresno State        |
| 1985      | UNLV (17-1)                                           | UNLV                |
| 1986      | UNLV (16-2)                                           | UNLV                |
| 1987      | UNLV (18-0)                                           | UNLV                |
| 1988      | UNLV (15-3)                                           | Utah State          |
| 1989      | UNLV (16-2)                                           | UNLV                |
| 1990      | UNLV (16-2)                                           | UNLV                |
| 1991      | UNLV (18-0)                                           | UNLV                |
| 1992      | UNLV (18-0)                                           | New Mexico State    |
| 1993      | New Mexico State (15-3)                               | Long Beach State    |
| 1994      | New Mexico State (12-6)                               | New Mexico State    |
| 1995      | Utah State (14-4)                                     | Long Beach State    |
| 1996      | Long Beach State (12-6)                               | San Jose State      |
| 1997      | Pacific (13-3)                                        | Pacific             |
| 1998      | Pacific (14-2)                                        | Utah State          |
| 1999      | Boise State/UCSB (12-4)                               | New Mexico State    |
| 2000      | Utah State (16-0)                                     | Utah State          |
| 2001      | UC-Irvine (15-1)                                      | Utah State          |
| 2002      | Utah State/UC-Irvine (13-5)                           | UCSB                |
| 2003      | UCSB (14-4)                                           | Utah State          |
| 2004      | Utah State/Pacific (17-1)                             | Pacific             |
| 2005      | Pacific (18-0)                                        | Utah State          |
| 2006      | Pacific (12-2)                                        | Pacific             |
| 2007      | Cal Poly, Cal State Fullerton, UC Santa Barbara (9-5) | UC Irvine, Cal Poly |
| 2008      | UCSB, UC-Northridge, Cal State Fullerton (12-4)       | Cal State Fullerton |

### Fútbol americano
| Año  | Universidad                              |
| ---- | ---------------------------------------- |
| 1969 | San Diego State                          |
| 1970 | Long Beach State & San Diego State       |
| 1971 | Long Beach State                         |
| 1972 | San Diego State                          |
| 1973 | San Diego State                          |
| 1974 | San Diego State                          |
| 1975 | San Jose State                           |
| 1976 | San Jose State                           |
| 1977 | Fresno State                             |
| 1978 | San Jose State and Utah State            |
| 1979 | Utah State                               |
| 1980 | Long Beach State                         |
| 1981 | San Jose State                           |
| 1982 | Fresno State                             |
| 1983 | Cal State Fullerton                      |
| 1984 | Cal State Fullerton                      |
| 1985 | Fresno State                             |
| 1986 | San Jose State                           |
| 1987 | San Jose State                           |
| 1988 | Fresno State                             |
| 1989 | Fresno State                             |
| 1990 | San Jose State                           |
| 1991 | Fresno State and San Jose State          |
| 1992 | Nevada                                   |
| 1993 | Southwestern Louisiana and Utah State    |
| 1994 | Southwestern Louisiana, Nevada, and UNLV |
| 1995 | Nevada                                   |
| 1996 | Nevada and Utah State                    |
| 1997 | Nevada and Utah State                    |
| 1998 | Idaho                                    |
| 1999 | Boise State                              |
| 2000 | Boise State                              |